# Huracán Frederic

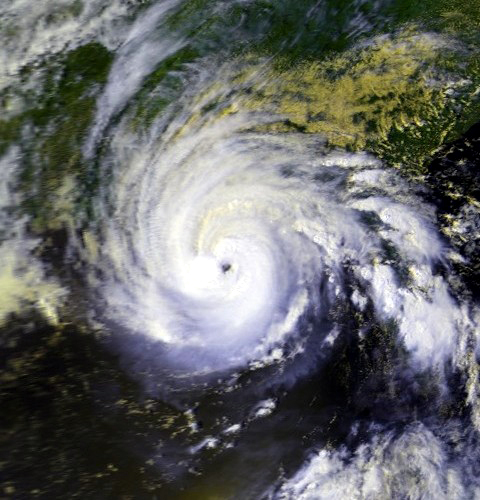
Imagen del huracán Frederic tomada desde TIROS-N.

El huracán Frederic fue una tormenta intensa y muy dañina. Abrió un camino de destrucción desde las Antillas Menores hasta Quebec, devastando principalmente ciertas áreas de la costa del Golfo de Estados Unidos. Solo cinco personas murieron directamente, aunque los daños ascendieron a $ 1,77 mil millones. Esto convirtió al huracán en una de las tormentas más costosas en la historia de Estados Unidos en ese momento. La tormenta afectó principalmente a Alabama y Misisipi, aunque se sintieron efectos menores en las Antillas Menores, las Antillas Mayores y el interior de América del Norte.
Frederic se desarrolló a partir de una depresión tropical cerca de las islas de Cabo Verde el 28 de agosto de 1979. Seguía un ritmo constante hacia el oeste y se convirtió en la tormenta tropical Frederic el 29 de agosto. Debido a las condiciones favorables en el océano Atlántico, Frederic se convirtió en huracán el 1 de septiembre. Pero la salida del cercano huracán David inhibió un mayor fortalecimiento mientras Frederic se movía sobre las Antillas Mayores. La tormenta volvió a desarrollarse el 9 de septiembre cerca de la isla de la Juventud. A partir de ese momento, Frederic se movió hacia el noroeste y se intensificó; luego, los vientos de la tormenta alcanzaron las 130 millas por hora, justo antes de tocar tierra cerca de la frontera del estado de Misisipi / Alabama en la noche del 12 de septiembre. El daño total del huracán Frederic varía; el daño se fijó en $ 1,77 mil millones, aunque muchas estimaciones llegan a $ 2,3 mil millones en dólares de 1979.